# Viktor Suvorov
Viktor Suvorov (in russo Ви́ктор Суво́ров?, pseudonimo di Vladimir Bogdanovič Rezun Влади́мир Богда́нович Резу́н; Barabaš, 20 aprile 1947) è uno storico, scrittore ed ex agente segreto russo, precedentemente sovietico, di origine russo-ucraina, autore della tesi secondo cui l'Operazione Barbarossa sarebbe stata una guerra preventiva della Germania in risposta all'imminente minaccia sovietica, dopo che Stalin avrebbe tentato di utilizzare la Germania stessa come arma contro l'Occidente, per poi sbarazzarsene e occupare l'Europa.

## Biografia
È figlio di padre ucraino e madre russa, e ha dichiarato di considerare sé stesso, la moglie e i figli come etnicamente ucraini. Nel 2014, allo scoppio del conflitto russo-ucraino, ha espresso sostegno al governo di Kiev parlando della guerra russa contro l'Ucraina nel Donbass come "l'agonia di un impero totalitario" e collabora con l'agenzia UNIAN.
Ha militato nell'Armata Rossa, ed ha lavorato lungo tempo come agente del Servizio Segreto Militare (GRU) dell'Unione Sovietica. Suvorov ha partecipato all'invasione della Cecoslovacchia del 1968, cominciando a dubitare dell'URSS e del comunismo, nonostante la sua carriera militare e l'iscrizione al PCUS.
La sua defezione, nel 1978, lo ha portato con la famiglia dalla Svizzera nel Regno Unito, grazie all'aiuto dei servizi segreti britannici; in Inghilterra si è occupato in qualità di analista di intelligence per il governo e come insegnante di tattica e storia militare presso un'accademia militare britannica locale. È diventato conosciuto per i suoi libri divulgativi sulla storia sovietica, l'Armata Rossa, il GRU e lo Specnaz. Vive a Bristol, ed è un sostenitore del partito euroscettico UKIP, pur non avendo la cittadinanza britannica. 

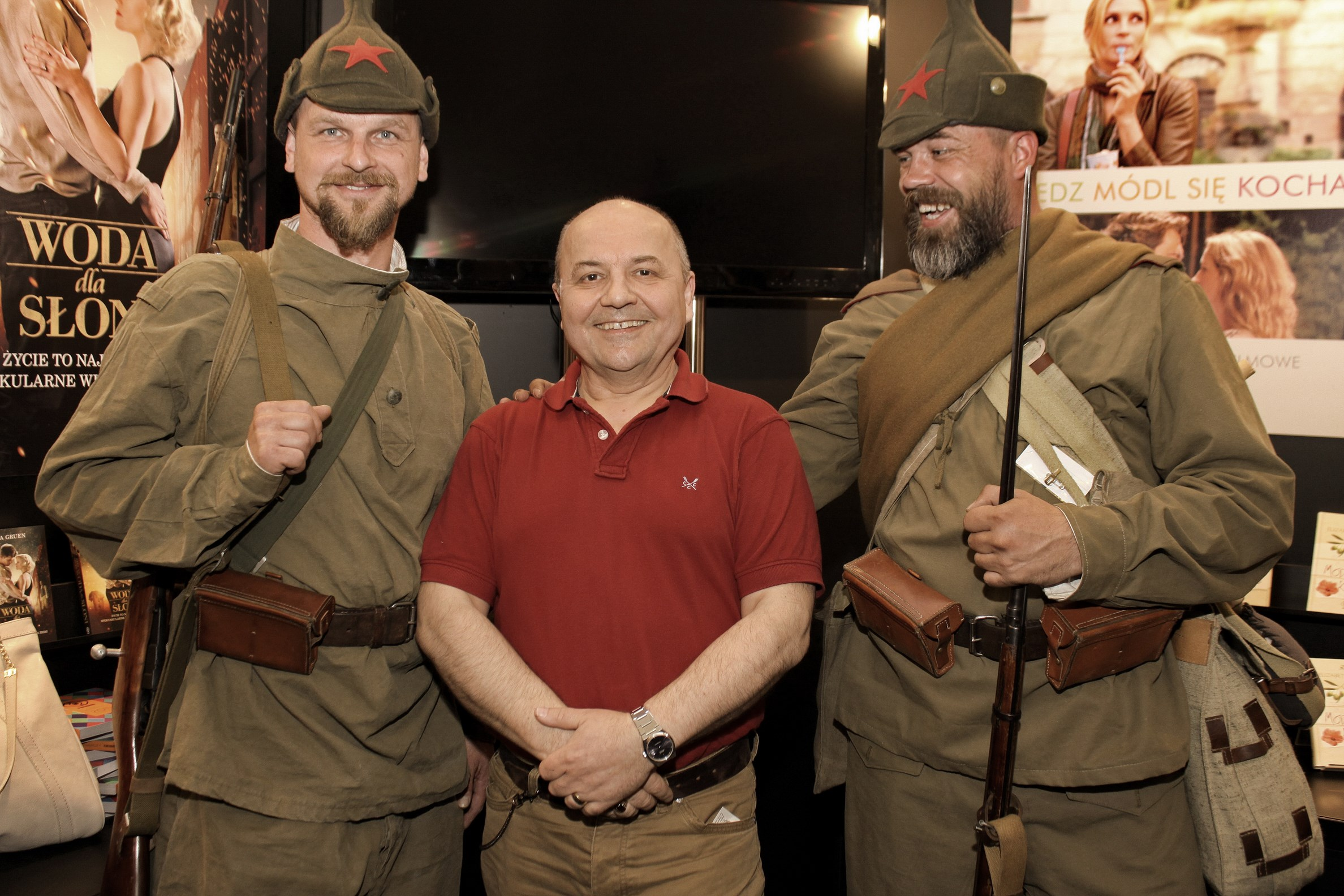
Suvorov a Varsavia nel 2011

Non è più tornato in Russia nemmeno dopo la fine dell'URSS, dove, secondo le sue dichiarazioni e un'intervista del suo superiore al GRU, venne condannato a morte per diserzione, pena mai revocata, e dove ha comunque venduto 1 milione di copie. 
Le sue opere principali, in particolar modo Icebreaker, sono state inserite nel materiale "estremista" dal governo russo, vietandone penalmente la circolazione con sentenza del tribunale di San Pietroburgo del 2025, così come un tribunale della Bielorussia nel 2024 ha già fatto con tre libri tra cui Icebreaker e M Day,  a causa delle sue visioni eterodosse sulla grande guerra patriottica e delle sue critiche al comportamento dei sovietici (idee censurate e definite "riabilitazione del nazismo, oltraggio ai valori storici e patriottici e false informazioni"). Suvorov considera infatti Iosif Stalin e non Adolf Hitler il principale responsabile dello scoppio della seconda guerra mondiale.

## Teorie
Suvorov è uno storico di professione, e la sua teoria più nota è che Stalin avrebbe pianificato di utilizzare la Germania nazionalsocialista come veicolo contro l'Occidente ("rompighiaccio" secondo la definizione data dal dittatore sovietico), in attesa dell'inevitabile guerra. Per questa ragione Stalin avrebbe fornito indirettamente materiale e supporto a Hitler, anche con il patto Molotov-Ribbentrop, mentre per lunghi anni in realtà preparava l'Armata Rossa a invadere l'Europa. La disposizione chiaramente offensiva delle armate sovietiche al confine avrebbe lasciato al Führer un'unica possibilità: lanciare un attacco preventivo: le teorie di Suvorov argomentano, con analisi, argomentazioni e perfino mappe dettagliate, che l'Armata Rossa era schierata per una invasione della Germania e dell'Europa, invasione sventata da Hitler con l'attacco del giugno 1941 (operazione Barbarossa), che tuttavia provocò la sconfitta del Terzo Reich. Suvorov ha scritto dieci libri sullo scoppio della guerra nazista-sovietica nel 1941 e sulle circostanze ad essa collegate. Il primo di questi lavori è stato Icebreaker (1989), seguito da M Day, The Last Republic, Cleansing, Suicide, The Shadow of Victory, I Take it Back, The Last Republic II, The Chief Colprit e Defeat.
In Icebreaker, M Day e in diversi libri successivi, Suvorov sostenne questa tesi. Per questo motivo, Stalin fornì un significativo supporto materiale e politico ad Adolf Hitler, preparando allo stesso tempo l'Armata Rossa a "liberare" l'intera Europa dall'occupazione nazista. Suvorov sosteneva che Hitler avesse però perso in partenza la Seconda Guerra Mondiale da quando aveva attaccato la Polonia: non solo stava andando in guerra contro i potenti Alleati della seconda guerra mondiale cadendo nella trappola del patto Molotov-Ribbentrop approntata dallo storico nemico comunista, ma era solo questione di tempo prima che l'Unione Sovietica cogliesse il momento opportuno per attaccarlo alle spalle. Secondo Suvorov, Hitler decise di dirigere un attacco preventivo contro l'Unione Sovietica una volta comprese le intenzioni, mentre le forze di Stalin si stavano ridistribuendo da una posizione difensiva a una offensiva nel giugno del 1941. Sebbene Hitler avesse un importante vantaggio tattico iniziale, questo era strategicamente inutile perché costringeva i nazisti a combattere su due fronti. Alla fine della guerra, però, Stalin raggiunse solo alcuni dei suoi obiettivi iniziali, instaurando regimi comunisti nell'Europa orientale, in Cina e in Corea del Nord. Secondo Suvorov, ciò rese Stalin il principale vincitore della Seconda Guerra Mondiale, nonostante l'invasione e sebbene non sia riuscito a conquistare l'Europa occidentale come avrebbe voluto a causa dell'intervento degli Stati Uniti. Suvorov si dimostra inoltre assai critico sulla politica tenuta dall'URSS nei confronti del blocco orientale anche dopo la destalinizzazione, ad esempio in The Liberators e ne L'ombra della vittoria.

### Accoglienza
L'argomentazione è contraria alle versioni storiche dominanti sulla Seconda Guerra Mondiale, anglofone e russe, e fa parte del revisionismo storiografico. Una tesi simile dell'operazione Barbarossa come guerra preventiva è sostenuta dal controverso storico britannico David Irving.
Altri storici e studiosi che hanno accolto invece la teoria di Suvorov sono Jürgen Förster, Ernst Topitsch, Werner Maser, Joachim Hoffmann, Richard C. Raack, Albert Weeks.
La maggior parte degli storici concordò sul fatto che le differenze geopolitiche tra l'Unione Sovietica e le Potenze dell'Asse (Germania e Italia) rendessero la guerra inevitabile e che Stalin avesse fatto ampi preparativi per la guerra e sfruttato il conflitto militare in Europa a suo vantaggio. Tuttavia, ci fu un dibattito tra gli storici sul fatto che Iosif Stalin avesse pianificato di attaccare per primo le forze dell'Asse nell'Europa orientale nell'estate del 1941.

## Opere

### Tradotte in italiano
- Stalin, Hitler. La rivoluzione bolscevica mondiale (Spirali, 2000);
- La mentalità comunista (raccolta di interventi di: Vasil' Bykov, Vladimir Konstantinovič Bukovskij) (Spirali, 2001);
- Il convoglio d'oro (raccolta di racconti di: Igor' Geraščenko, Irina Ratušinskaja, Michael Arthur Ledeen, Vladimir Konstantinovič Bukovskij) (Spirali, 1994).

## Tradotte in inglese
- Vybor
- Kontrol
- IceBreaker: Who started the Second World War?
- Spetsnaz
- Inside the Aquarium
- The Liberators
- Soviet Military Intelligence
- Inside the Soviet Military
- Inside the Soviet Army
- Shadow of Victory
- Suicide
- Day "M"
- Last Republic
- Cleansing